# Regel van Hückel

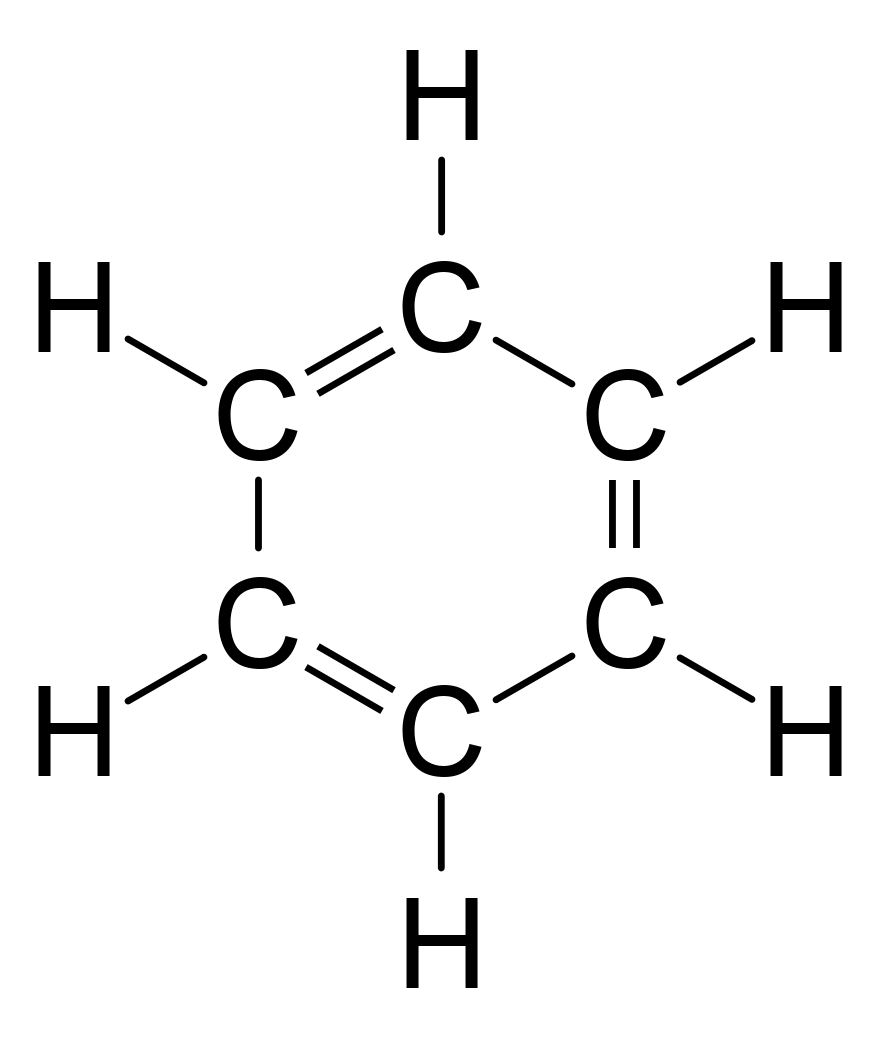
Benzeen, hier weergegeven in een van de Lewis-resonantiestructuren, heeft een geconjugeerd π-systeem. Hierin 'levert' ieder van de koolstoofatomen één π-elektron aan de dubbele bindingen. Dat zijn dus in totaal zes elektronen, waarmee benzeen voldoet aan de regel van Hückel.

Pentaleen heeft een vlak, cyclisch, geconjugeerd π-systeem, bestaande uit de buitenomtrek van de twee ringen. Het aantal π-elektronen, 8, is echter niet te schrijven als 4n + 2, zodat de verbinding anti-aromatisch is. Pentaleen is zeer reactief.

De regel van Hückel is een vuistregel voor het bepalen of een chemische verbinding aromatisch is. De regel komt voort uit de benadering van Hückel, een vereenvoudigde aanpak om kwantummechanische berekeningen te doen aan eenvoudige moleculen.
De regel van Hückel stelt dat een vlak, ringvormig (deel van een) molecuul met een geconjugeerd π-systeem, dan en slechts dan aromatisch is, als het aantal elektronen in het geconjugeerde π-systeem 4n + 2 bedraagt, waarbij n een geheel getal groter of gelijk aan nul is. Een voorbeeld met n = 0 is het cyclopropenium-ion. Van een geconjugeerd π-systeem is in grote lijnen sprake als de lewisstructuur van de verbinding afwisselend enkele en dubbele bindingen vertoont. Aromatische systemen zijn stabieler dan de erop gelijkende alkenen.
Verbindingen die wel een geconjugeerd π-systeem vertonen in een vlakke ring, maar niet voldoen aan de regel van Hückel, noemt men anti-aromatisch. Anti-aromatische systemen zijn doorgaans zeer instabiel. Van het schoolvoorbeeld van een anti-aromatische verbinding, cyclobutadieen, is niet duidelijk of het echt anti-aromatisch is. Weliswaar is het molecuul zeer instabiel, maar hoewel niet eenduidig aan te geven is welk deel van de destabilisatie dan aan anti-aromaticiteit te danken is, is het waarschijnlijk dat het leeuwendeel van de instabiliteit verklaard kan worden door andere vormen van destabilisatie (zoals ringspanning en cyclische conjugatie). Daarmee zou cyclobutadieen eerder niet-aromatisch zijn dan anti-aromatisch.
Systemen die niet ringvormig zijn, niet geconjugeerd, of niet vlak, zijn noch aromatisch noch anti-aromatisch, ongeacht of ze 4n + 2 elektronen bevatten.